# Letaldo II di Mâcon
Letaldo II di Mâcon, Liétald in francese, Lietaldo in catalano e Leotaldus in latino (915 – 961), fu Conte di Mâcon dal 943 fino alla sua morte.

## Origine
Secondo il Recueil des chartes de l'abbaye de Cluny. Tome 1, Letaldo era figlio del Visconte di Narbona e Conte di Mâcon, Alberico I e di Tolana o Tolosana, figlia del visconte di Mâcon, Raculfo (Albericus Narbonensis qui, accipiens filiam Raculfi vicecomitis), come ci viene confermato dal documento n° VII del Cartulaire de Saint-Vincent de Mâcon.

Secondo la Histoire générale de Languedoc: T. 2, Alberico I di Mâcon era figlio del Visconte di Narbona, Maiol I e della moglie, Raimonda di Tolosa, che secondo lo storico francese, specializzato nella genealogia dei personaggi dell’Antichità e dell'Alto Medioevo, era figlia del Conte di Tolosa, Raimondo I.

## Biografia
Quando, nel 927, morì il Conte di Mâcon, Alfredo d'Aquitania, suo padre, Alberico I, trovò un accordo con Ugo il Nero di Borgogna, che era succeduto nel titolo ad Alfredo, ma gli aveva concesso il potere sulla contea.

Infatti il documento n° VII del Cartulaire de Saint-Vincent de Mâcon, ricorda Alberico come primo Conte di Mâcon (Hec sunt nomina comitum Matisconensium. Primus, Albericus Narbonensis), che si autonominò (comitem se fecit).
Letaldo viene citato, assieme al fratello Umberto (filii mei Letboldus et Umbertus) nel documento n° CCCCXCVI, ancora del Cartulaire de Saint-Vincent de Mâcon, datato 930, inerente ad una donazione fatta dal padre, Alberico I, citato col titolo di Conte di Mâcon (Albericus comes).

Letaldo ed il fratello Umberto (Letaldus comes Vesoncius et Umbertus comes Marisconensis fratres) vengono citati anche nel manoscritto riportato nella Genealogiæ comitum Andegavensium, V.
Nel 935, Letaldo fece una donazione all'abbazia di Cluny, in cui cita i genitori Alberico e Tolana (Alberici atque Tolosane), come da documento nº 432 del Recueil des chartes de l'abbaye de Cluny. Tome 1.
Letaldo, assieme alla moglie (Letaudi, Ermentrudis coniugis sue) sottoscrisse il documento n° CXI, sempre del Cartulaire de Saint-Vincent de Mâcon, datato tra il 936 ed il 941, inerente ad una donazione alla chiesa di Saint-Vincent a Mâcon, di suo padre, Alberico Conte di Mâcon (Albericus comes).
Suo padre, Alberico I, morì nel 943 e Letaldo gli succedette come Conte di Mâcon, ricevendo anche la signoria di Besançon, mentre il fratello Umberto ricevette la signoria di Salins.

Anche le Preuves de l'Histoire généalogique des sires de Salins au comté de Bourgogne confermano i titoli di Letaldo e Umberto.
Anche il documento n° VII del Cartulaire de Saint-Vincent de Mâcon, ricorda che Letaldo fu il secondo Conte di Mâcon (atque post illum, Leotaldus filius eius).
Leotaldo (Leuttaldus), nel 951, fece una donazione alla chiesa di Besançon, col consenso del fratello Umberto (Umberti fratris illius) signore di Salins, in cui citava i genitori, Alberico e Tolana (genitoris mei Alberici ac genetricis meæ Attalæ) come ci viene confermato dalle Preuves de l'Histoire généalogique des sires de Salins au comté de Bourgogne.
Alla morte del Conte titolare di Mâcon, Ugo il Nero di Borgogna, nel 952, Leotaldo venne confermato nella contea di Macon e nella signoria di Besançon e mantenne buoni rapporti sia coi re di Francia, Luigi IV e Lotario IV, sia col re di Arles, Corrado III di Borgogna, giurando fedeltà ad entrambi per le rispettive competenze.
Nel 955, Leotaldo fu ospite alla corte di Francia a Laon. 

Suo figlio Alberico, avrebbe poi sposato una nipote del re Lotario IV.
Letaldo, nel 955, fece una donazione all'abbazia di Cluny, in cui cita la madre, Tolana (matrisque meae Etolane), come da documento nº 976 del Recueil des chartes de l'abbaye de Cluny. Tome 2.
Nel 961, Letaldo (domni Leotaldi comitis, cum filio suo Alberico) viene ancora citato nel documento nº 1100 del Recueil des chartes de l'abbaye de Cluny. Tome 2.

Molto probabilmente, Letaldo morì in quello stesso anno, e gli succedette il figlio, Alberico, in quanto nel documento nº 1120 del Recueil des chartes de l'abbaye de Cluny. Tome 2 suo figlio viene citato col titolo di conte (Albericus, gratia Dei comes); secondo gli Obituaires de Lyon II, Eglise cathédrale de Mâcon (non consultati), Letaldo morì il 3 novembre.

## Matrimoni e discendenza
Letaldo aveva sposato, in prime nozze, prima del 935, Ermengarda, figlia del conte di Chalon e Digione e signore di Vergy, Manasse II di Châlon e di Ermengarda di Provenza (Manassei et Ermengardis), come ci viene confermato dal documento nº 432 del Recueil des chartes de l'abbaye de Cluny. Tome 1; Ermengarda morì nel 941 o prima, in quanto in quell'anno, Letaldo era sposato con Berta, la sua seconda moglie (Letaudus comes et uxor mea Berta), come ci viene confermato dal documento n° CCCCLXXXVIII del Cartulaire de Saint-Vincent de Mâcon; nel 944, suo marito con la seconda moglie, Berta (Leotaldus et uxor mea Berta), fecero una donazione in suffragio di Ermengarda (pro anima Ermengardis dilettæ condam uxoris), come ci viene confermato dal documento nº 655 del Recueil des chartes de l'abbaye de Cluny. Tome 1.

Letaldo da Ermengarda ebbe un figlio:
- Alberico (935-982), Conte di Mâcon[2].

Letaldo, nel 941, aveva sposato, in seconde nozze, Berta, di cui non si conoscono gli ascendenti, come risulta dal documento n° CCCCLXXXVIII del Cartulaire de Saint-Vincent de Mâcon; Berta viene citata in diversi documenti del Recueil des chartes de l'abbaye de Cluny. Tome 1: 625, 655, 680 e 726 e del Cartulaire de Saint-Vincent de Mâcon: 155, 488 e 496.

Letaldo da Berta non ebbe discendenza.
Letaldo, tra il 948 ed il 949, aveva sposato, in terze nozze, Richilde (Leotbaldum et Richildem, coniugem eius), di cui non si conoscono gli ascendenti, come risulta dal documento nº 729 del Recueil des chartes de l'abbaye de Cluny. Tome 1; Richilde (uxoris eius Richilde), nel 955, controfirmò la donazione all'abbazia di Cluny, fatta dal marito, Letaldo, come da documento nº 976 del Recueil des chartes de l'abbaye de Cluny. Tome 2.

Letaldo da Richilde non ebbe discendenza.

### Fonti primarie
- (LA)  Histoire générale de Languedoc: T. 2.
- (LA)  Cartulaire de Saint-Vincent de Mâcon, connu sous le nom de "Livre enchaîné".
- (LA)  Recueil des chartes de l'abbaye de Cluny. Tome 1.
- (LA)  Recueil des chartes de l'abbaye de Cluny. Tome 2.
- (LA)  Histoire généalogique des sires de Salins au comté de Bourgogne.
- (LA)  Chroniques des comtes d'Anjou et des seigneurs d'Amboise.

### Letteratura storiografica
- (FR)  Histoire de Mâcon du IXème au XIIIème.